# 愛知県立看護短期大学
愛知県立看護短期大学（あいちけんりつかんごたんきだいがく、英語: Aichi Prefectural Junior College of Nursing）は、愛知県名古屋市守山区上志段味東谷に本部を置いていた日本の公立大学である。1968年に設置され、1997年に廃止された。大学の略称は看短。

## 概要

### 大学全体
- 愛知県名古屋市守山区に所在した日本の公立短期大学で、設置主体は愛知県
- 学科数2、入学総定員80名体制で1968年に開学[2]。
- 1994年度の入学生を最後に[注釈 1]、1997年度に短期大学としての使命を終える[5]。

### 教育および研究
- 愛知県立看護短期大学は学名通り看護職の養成に力をいれていた[6]。

### 学風および特色
- 愛知県立看護短期大学は全国でも准看護婦資格を持つ人のための学科をもつ有数の公立短大として知られていた。
- 女子の教育に特化した短大でもあった[7]。

## 沿革
- 1966年
  - 12月 愛知県立看護短期大学建設準備事務室が発足する[8]。
- 1968年
  - 2月3日 左記を以て文部省[注 2]より短期大学の設置が認可される[9]。
  - 4月1日 愛知県立看護短期大学が以下の学科体制にて開学する。
    - 第一看護科 入学定員40名
    - 第二看護科 入学定員40名

  - 5月1日 学生数[10]/定員
    - 第一看護科 女44/40
    - 第二看護科 女46/40
- 1969年
  - 5月1日  学生数[11]/定員
    - 第一看護科 女86/80
    - 第二看護科 女90/80
- 1994年
  - 4月1日 この年度をもって全学科募集を終了[注釈 1]。
  - 5月1日 学生数[12]/定員
    - 第一看護科 女128/120
    - 第二看護科 女85/80
- 1995年
  - 5月1日 学生数[13]/定員
    - 第一看護科 女83/80
    - 第二看護科 女43/40
- 1996年
  - 4月26日 左記を以て正式に第二看護科が廃止される[14]
  - 5月1日 学生数[15]/定員
    - 第一看護科 女42/40
- 1997年
  - 12月16日 廃止認可される[5]。

## 基礎データ

### 所在地
- 愛知県名古屋市守山区上志段味東谷

## 教育および研究

### 組織

#### 学科[注 3]
- 第一看護科 入学定員40名
- 第二看護科 入学定員40名

#### 専攻科
- なし

#### 別科
- なし

#### 取得資格について
受験資格
- 看護婦：第一看護科・第二看護科[7]

#### 附属機関
- 附属図書館[17]

### 研究
- 『ケース・スタディ : 看護学生のための』[18]ほか。

## 学生生活

### スポーツ
- 中部地区10県の公立短期大学による交歓競技会に参加していた[7]。

## 施設

### キャンパス
- キャンパスはJR中央本線高蔵寺駅から徒歩でおよそ20分程度の場所にあった[7]。

## 対外関係

### 系列校
- 愛知県立大学
- 愛知県立芸術大学
- 愛知県立女子短期大学

## 卒業後の進路について

### 就職について
- 第一看護科・第二看護科ともに、看護職に就いた人が大半だったことがうかがえる[19]。

### 編入学・進学実績
- 第一看護科・第二看護科とも、看護系の大学や養護教諭養成機関が多いものとなっていた。